# Stefan Çipa
Stefan Çipa (ur. 20 stycznia 1959 w Sarandzie) – albański polityk i ekonomista, w 2002 minister spraw wewnętrznych w rządzie Pandelego Majki.

## Życiorys
Ukończył studia ekonomiczne w Wyższej Szkole Rolniczej w Tiranie. W czasach studenckich grał w siatkówkę w klubie Butrinti. Po studiach pracował jako ekonomista w kooperatywie rolniczej w Kukësie. W latach 1988–1991 pełnił funkcję dyrektora w zakładach zbożowych w Sarandzie.
Karierę polityczną rozpoczął w 1991, wstępując do Socjalistycznej Partii Albanii i obejmując funkcję przewodniczącego rady miejskiej Sarandy. W 1997 został wybrany deputowanym do parlamentu albańskiego. W parlamencie pełnił funkcję wiceprzewodniczącego komisji bezpieczeństwa narodowego. W lutym 2002 objął kierownictwo resortu spraw wewnętrznych, które pełnił do 25 lipca 2002. W wyborach lokalnych 2011 został wybrany burmistrzem Sarandy. 13 stycznia 2016 powrócił do resortu spraw wewnętrznych, w którym objął funkcję wiceministra. Od 2018 kierował albańskim systemem penitencjarnym.